# Les Cheveux de Bérénice
 (décembre 2018).
Si vous disposez d'ouvrages ou d'articles de référence ou si vous connaissez des sites web de qualité traitant du thème abordé ici, merci de compléter l'article en donnant les références utiles à sa vérifiabilité et en les liant à la section « Notes et références ».
Les Cheveux de Bérénice est un roman de Denis Guedj publié en janvier 2003 aux Éditions du Seuil.
Roman historique et mathématique, Les Cheveux de Bérénice raconte l'histoire d'une mesure de la Terre. L'action se déroule dans la ville d'Alexandrie sous le règne de Ptolémée III Évergète puis Ptolémée IV Philopator. Le mathématicien Ératosthène, directeur de la Grande Bibliothèque, est chargé par Évergète de mesurer la circonférence de la Terre. La mesure s'effectuera le long d'un méridien : celui d'Alexandrie, le long du Nil entre Syène et Alexandrie. Tandis que les hommes de science font progresser le savoir, les hommes de pouvoir se déchirent...
Ce roman mêlant destin tragique des Ptolémées et mission scientifique n'est pas sans rappeler le premier roman de Denis Guedj : La Méridienne.
Le titre, Les Cheveux de Bérénice, fait allusion à la légende selon laquelle Bérénice, épouse d'Évergète, offrit ses cheveux à la déesse Isis en échange de la vie de son mari parti à la guerre,  cheveux qui disparurent de l'autel et devinrent une constellation, la Chevelure de Bérénice.